# Villalonga (Buenos Aires)
Pour les articles homonymes, voir Villalonga (homonymie).
Villalonga est une localité argentine située dans le partido de Patagones, dans la province de Buenos Aires.

## Démographie
La localité compte 4 517 habitants (Indec, 2010), ce qui représente une augmentation de 21,9 % par rapport au recensement précédent de 2001 qui comptait 3 705 habitants.

## Tourisme
Fondeadero Riacho Azul : Il est situé à 7 km de Villalonga. Pêche en mer sur la mer d'Argentine : Le Riacho Azul est un chenal d'accès naturel, navigable depuis Bahía Unión jusqu'à une jetée naturelle située à 40 km à l'est de cette localité. Les eaux du río Colorado sont utilisées pour l'irrigation artificielle et l'alimentation des abreuvoirs des champs naturels adaptés au bétail.
La localité d'eaux thermales des sources de Los Gauchos.